# Nejc Štern
Nejc Štern (* 2. November 2003) ist ein slowenischer Skilangläufer.

## Werdegang
Štern, der für den SD Oktan startet, nahm von 2019 bis 2023 an U18- und U20-Rennen im Alpencup teil. Zudem belegte er bei den Junioren-Skiweltmeisterschaften 2022 in Lygna den 78. Platz über 10 km klassisch und beim Europäischen Olympischen Winter-Jugendfestival im März 2022 in Vuokatti den 48. Platz im Sprint, den 42. Rang über 10 km Freistil, den 34. Platz über 7,5 km klassisch sowie den 11. Platz in der Mixed-Staffel. Bei den Junioren-Skiweltmeisterschaften 2023 in Whistler lief er auf den 52. Platz über 10 km Freistil, auf den 40. Rang im 20-km-Massenstartrennen und auf den 30. Platz im Sprint. Im Februar 2023 nahm er in Ravna Gora erstmals am Balkancup teil, wo er den zweiten Platz im 10-km-Massenstartrennen errang. In der Saison 2023/24 startete er in Ulrichen erstmals im Alpencup und kam beim Balkan Cup in Ravna Gora mit dem zweiten Platz im Sprint erneut aufs Podest. Bei den U23-Weltmeisterschaften 2024 in Planica belegte er den 48. Platz im 20-km-Massenstartrennen, den 35. Rang über 10 km klassisch, den 15. Platz mit der Staffel und den neunten Rang im Sprint. Es folgte darauf im März 2024 sein Debüt im Skilanglauf-Weltcup. Dabei holte er in Drammen mit dem 43. Platz im Sprint und in Falun mit dem 24. Rang im Sprint seine erste Weltcuppunkte. Zu Beginn der Saison 2024/25 nahm er in Ruka erneut am Weltcup teil und kam mit dem 17. Platz im Sprint erneut in die Punkteränge.